# Chrysoperla johnsoni
Chrysoperla johnsoni is een insect uit de familie van de gaasvliegen (Chrysopidae), die tot de orde netvleugeligen (Neuroptera) behoort.
Chrysoperla johnsoni is voor het eerst wetenschappelijk beschreven door C.S. Henry, M.M. Wells en R.J. Pupedis in 1993. De soort is, samen met Chrysoperla adamsi afgesplitst van Chrysoperla plorabunda op grond van de lokroep. De soort komt voor in het westen van Noord-Amerika.